# Radiaster rowei
Radiaster rowei är en sjöstjärneart som beskrevs av H.E.S Clark och D.G. McKnight 2000. Radiaster rowei ingår i släktet Radiaster och familjen Radiasteridae.
Artens utbredningsområde är havet kring Nya Zeeland. Inga underarter finns listade i Catalogue of Life.